# Antonio de Hervías
Antonio Hervias, O.P. (Valladolid, ¿?-Cartagena de Indias, 1590), fraile dominico, maestro sanmarquino y obispo de diferentes diócesis indianas.

## Biografía
Hijo de Marcos de Hervias y Ana Calderón, cursó estudios en el Colegio de San Gregorio de Valladolid, y se formó en el convento de San Esteban de Salamanca. Llegó al Perú en 1557 y pasó a formar parte del claustro de la Universidad de San Marcos, siendo el primer catedrático de Prima de Teología que la Orden de Santo Domingo tuvo en Lima.
Elegido rector de la Universidad en dos periodos: 1565-1566 y 1571, año en que San Marcos se convierte por bula del papa Pío V en la primera Universidad de América con rango de Real y Pontificia. Fue el último Rector del monopolio dominico de esta casa de estudios, ya que hasta 1571 fueron sólo priores de esa orden los que asumían dichos cargos.
Protestó contra la secularización dispuesta por el virrey Toledo y profesó como calificador del Santo Oficio y vicario general de la provincia de Quito (1573). Sin embargo, sus dignidades se acrecentaron cuando el papa Gregorio XIII lo nombró obispo de Arequipa (1577), luego de Verapaz (1579) y posteriormente de Cartagena de Indias (1584), donde murió en 1590.
| Predecesor: Alonso de la Cerda | Rector de la Universidad de Lima 1565 - 1566 | Sucesor: Francisco de la Cruz          |
| Predecesor: Alonso Guerra      | Rector de la Universidad de Lima 1571        | Sucesor: Pedro Fernández de Valenzuela |